# Cava dei Servi
La cava dei Servi è situata nella parte sud-orientale della Sicilia, là dove si ergono i Monti Iblei, tra i comuni di Modica e Rosolini. Si tratta di una cava dalla conformazione geologica piuttosto varia, costituita da un'alternanza di biocalcareniti cementate a macroforaminiferi di colore bianco grigiastro, in banchi ad andamento irregolare dello spessore compreso tra 50 cm. e 2-3 metri, e di calcareniti marnose bianco crema, scarsamente consolidate, che costituiscono il membro Irminio della formazione Ragusa, cioè il membro superiore in cui tale formazione è divisa (la parte inferiore, membro Leonardo, non affiora in zona.

## La cava

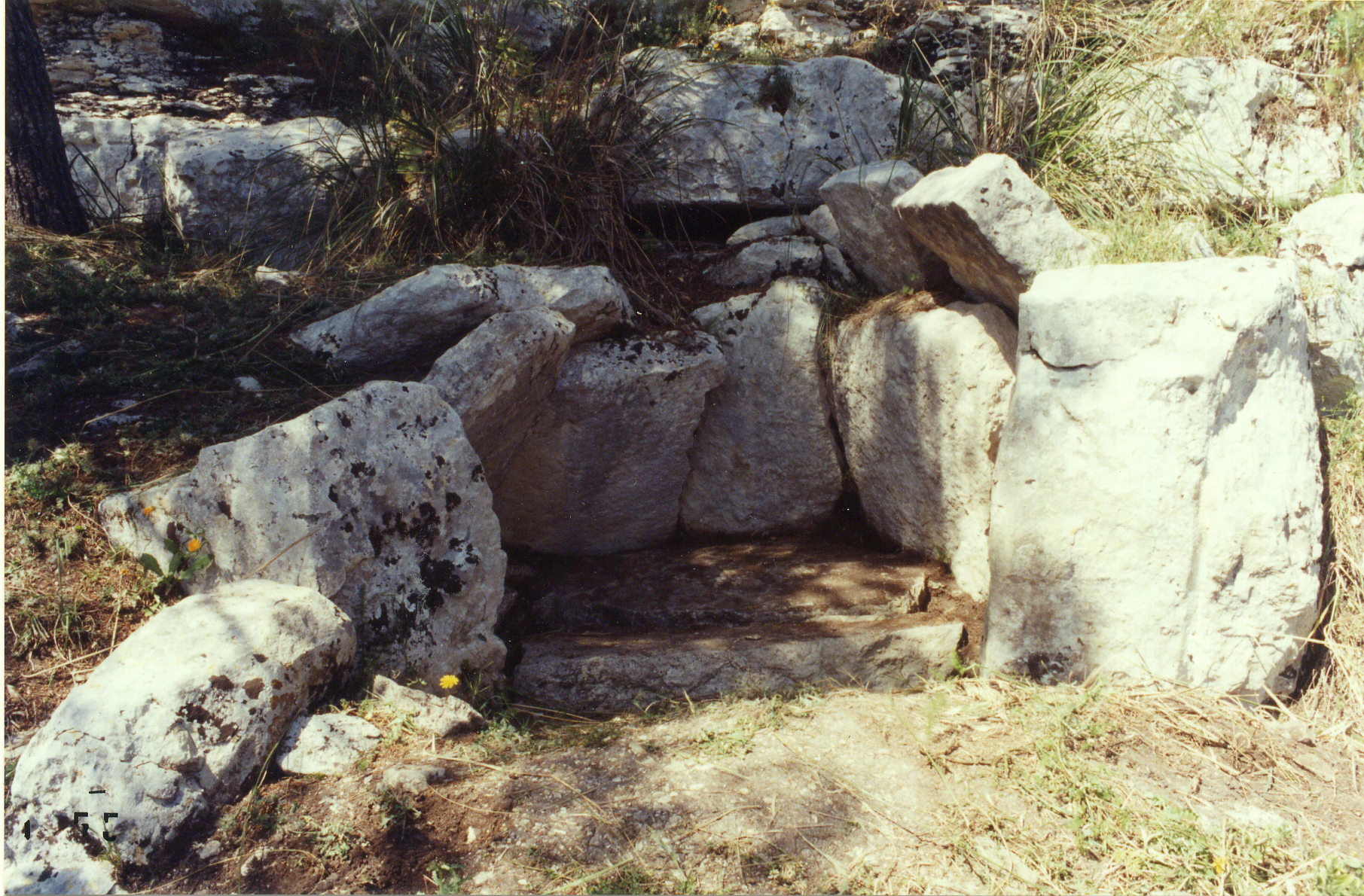
Il Dolmen di Cava dei Servi

L'azione erosiva dell'acqua ha determinato gole ripidissime e profonde che caratterizzano gran parte del territorio ragusano e siracusano, spiegando in tal modo l'esistenza di cave inaccessibili ed aspre che, nei tempi antichi, hanno dato rifugio all'uomo. La parte iniziale della Cava è da qualche decennio divenuta Riserva Naturale con contenuti preistorici a dir poco eccezionali.
Quest'area, poco lontana dal massiccio di Monte Lauro, ha suscitato interesse sin dall'età del rame perché, come tutta la regione iblea, garantiva ottime opportunità commerciali grazie all'estrazione della selce. Nella parte soprastante gli strapiombi, lungo uno dei corsi meno tortuosi della Cava, pochi metri più in alto dell'unica strada che conduce in fondo alla gola, può ammirarsi un dolmen semicircolare costituito da lastre rettangolari infisse nel terreno sulle quali se ne dispongono altre tre, inclinate quanto basta per ridurre la superficie di copertura e modellare una falsa cupola.
Al di sotto di una grande piastra rovesciata sul terreno (che era il soffitto del monumento, rovinato al suolo a causa del progressivo scivolamento della struttura) sono stati ritrovati frammenti umani (denti e ossa appartenenti a più individui) nonché qualche coccio di ceramica risalente al periodo Castellucciano (nome con il quale si identifica l'età del bronzo antico siciliano): i resti umani hanno confermato la natura sepolcrale del manufatto, mentre il ritrovamento dei pochi cocci ceramici hanno consentito di datare il dolmen alla prima fase isolana del bronzo (2200-1600 a.C.). La località, quindi, oltre a essere sede di una necropoli a grotticelle artificiali risalenti all'inizio del II millennio a.C., accoglie anche un cimitero dolmenico con architetture funerarie che ricordano strutture già presenti in una vasta area del Mediterraneo (Spagna, Sardegna, Puglia, Malta).